# Homalopoma lacunatum
Homalopoma lacunatum är en snäckart som först beskrevs av Carpenter 1864.  Homalopoma lacunatum ingår i släktet Homalopoma och familjen turbinsnäckor. Inga underarter finns listade i Catalogue of Life.